# 드래곤윅
드래곤윅(Dragonwyck)은 미국에서 제작된 조셉 L. 맨키위즈 감독의 1946년 영화이다. 진 티어니 등이 주연으로 출연하였고 대릴 F. 자눅 등이 제작에 참여하였다.

## 출연

### 주연
- 진 티어니
- 월터 휴스턴

### 조연
- 빈센트 프라이스
- 글렌 랭갠
- 앤 리비어
- 스프링 바잉톤

## 제작진
- 의상: 린 허버트